# Andrássy Borbála
Csíkszentkirályi és krasznahorkai gróf Andrássy Borbála Mária Theodóra,  Pallavicini-Andrássy Borbála (Budapest, 1890. január 9. – Montréal, Kanada 1968. augusztus 18.) naplójáról nevezetes magyar főnemes.

## Családja
Édesapja gr. Andrássy Tivadar, Andrássy Gyulának, a dualizmus első magyar miniszterelnökének fia. Édesanyja vázsonykői és zicsi Zichy Eleonóra grófnő.
Testvérei: 
- Ilona
- Katalin (Katinka)
- Klára, (Kája), (1898–1941) legitimista, angolszászbarát politikus és újságíró

Apja korai halála (1905) után nagybátyjuk, ifj. Andrássy Gyula, bel- és külügyminiszter nevelte fel őket, miután feleségül vette özvegy édesanyjukat.
1911. január 30-án kötött házasságot Pallavicini György őrgróffal. Négy gyermekük született: 
- György
- Antal
- Ede
- Thyra

Legidősebb fiát, Györgyöt a Gestapo Dachauba hurcolta. Szabadulása után az ÁVO kihallgatásra idézte be, onnan a szovjet titkosszolgálat Szibériába hurcolta, ahol 1949-ben elhunyt. Antal fia belépett a Magyar Néphadseregbe, és a rétsági páncélosezred tisztjeként 1956-os forradalom során kiszabadította Mindszenty József hercegprímást házi őrizetéből, amiért a forradalom leverése után kivégezték.

## Naplója
Andrássy Borbála egész életében vezette naplóit, ám korai írásait a kitelepítése előtti éjszakán elégette, félvén, hogy abban az ÁVH másokra is terhelő adatokat találhat. 1951 utáni naplóiból gyermekei 1990-ben két részt bocsátottak kiadásra: a kitelepítése éveiben készült feljegyzéseit, illetve 1956-os írásait.
Andrássy Borbálát 1951. május 22-én telepítették ki Budapestről Besenyszögre, ahol az internálások 1953-as feloldásáig lakott. Egy Fokorú-pusztai kulákcsaládhoz szállásolták be, akikkel nagyon jó barátságba került, kitelepítésének megszűnte után is meglátogatta őket. Számos arisztokratát és értelmiségit internáltak vele együtt. Naplója tárgyilagosan, de nagyon megrendítően mutatja be a kitelepítettek sorsát, a Rákosi-diktatúra kegyetlen parasztellenességét, a mezőgazdasági kollektivizálás folyamatát.
1956-ban már Dénesfán élt nővérénél, Cziráky Józsefné Andrássy Ilonánál. A forradalmat megelőző hetekben jött Budapestre, hogy útlevelének ügyében eljárjon. A forradalom idején a fővárosban ragadt, részletesen beszámolt naplójában a harci eseményekről, hírekről, pletykákról. A szabadságharc leverése után sok arisztokrata rokonával és több százezer magyarral együtt elhagyta az országot. Először Bécsbe ment ottani Pallavicini rokonaihoz, majd Olaszországba lányához, Thyrához, végül fiánál, Edénél telepedett le Kanadában. Montréalban hunyt el 1968. augusztus 18-án.

## Művei
- Pallavicini–Andrássy Borbála kitelepítési és 1956-os naplója; szerk. Detre Józsefné; Gondolat, Bp., 1990 (Terep)
- A lelkünkhöz nem nyúlhatnak. Kitelepítési és 1956-os napló; Európa, Bp., 2016